# Věra Drnková-Zářecká
Věra Drnková-Zářecká (* 7. března 1922 Praha) je česká textilní a kostýmní výtvarnice.

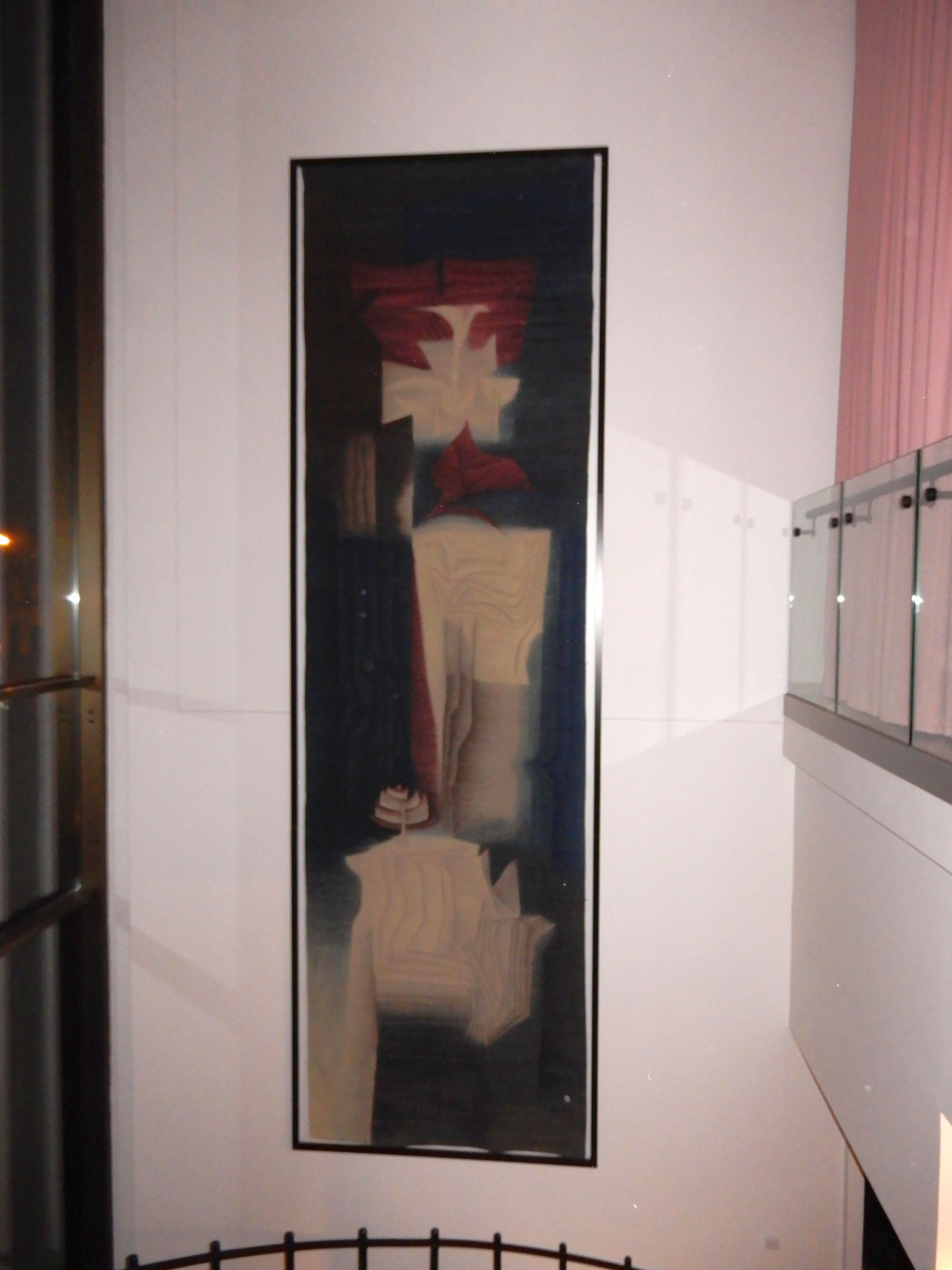
Věra Drnková-Zářecká, Tapisérie v Parkhotelu Praha (Mama Shelter)

## Život
V letech 1945 - 1948 studovala malířství v ateliéru Josefa Nováka na Vysoké škole uměleckoprůmyslové v Praze. Poté na École des Art Décoratifs v Paříži. V letech 1954–1957 pokračovala v aspirantuře v ateliéru Antonína Kybala, opět na VŠUP.

## Dílo
V roce 1959 se zúčastnila výstavy jako členka skupiny textilních umělců Skupina 7. Ve své tvorbě se zejména prosadila jako autorka monumentálních tapiserií, její návrhy tkané klasickou technologií realizovalo Ústředí uměleckých řemesel ve svých dílnách v Jindřichově Hradci a ve Valašském Meziříčí. Tapisérie realizovala také technologií netkané tapiserie art protis v ateliéru n.p. Vlněna v Brně. Často ve svých návrzích využívala textilní tisk, navrhovala dekorační a potahové tkaniny pro Krásnou jizbu Ústředí lidové umělecké výroby. Nevyhýbala se ani angažované tvorbě, například roku 1964 vytvořila Modrou tapisérii, která byla jako jeden ze státních darů v Praze předána prvnímu tajemníkovi KSSS Nikitovi Sergějeviči Chruščovovi.
Kromě toho pracovala jako kostýmní výtvarnice, například roku 1966 pro film Flám režiséra Miroslava Hubáčka.

### Tapisérie ve veřejném prostoru
- Bílý gobelín pro Pražský hrad,
- Gobelíny pro Kulturní dům KOR v Ústí nad Labem (1965)
- Krajina se zlatým ptáčkem (1966), původně určená pro recepční sál Československého velvyslanectví v Moskvě.
- Večerní krajina (1966), Parkhotel Praha[3]
- Opera (1983), provozní budova Národního divadla, Praha 1, Ostrovní 1[4].

### Zastoupení ve státních sbírkách
- Dům gobelínů, Jindřichův Hradec
- Uměleckoprůmyslové muzeum v Praze
- Moravská galerie v Brně

## Ocenění
- 1961 – laureátka státní ceny Klementa Gottwalda
- 1982 – zasloužilá umělkyně
- 1983 – Národní cena ČSSR
- 1988 – národní umělkyně